# 薩菲亞·布克希瑪
薩菲亞·布克希瑪（1991年1月10日—）是一名阿爾及利亞排球運動員，曾代表國家參加2008年北京奧運的女子排球比賽及2012年倫敦奧運的女子排球比賽，並未獲得獎牌。